# Chen Deyi
Chen Deyi, död efter 1494, var en kinesisk diktare. Hon var berömd i sin samtid och blev en erkänd mästare som diktare inom den reglerade verskonst som kallas lüshi. 
Hon var från Chanxing och dotter till Chen Minzheng, administratör i Nankan, och gifte sig med ämbetshavaren Li Ang (d. 1494). Hon var verksam som diktare från 1476 och framåt. Hennes landskapsdikter i lüshi-stil är särskilt berömda. 